# U-709
Unterseeboot 709 foi um submarino alemão do Tipo VIIC, pertencente a Kriegsmarine que atuou durante a Segunda Guerra Mundial.
O U-709 esteve em operação entre os anos de 1942 e 1944, realizando neste período 5 patrulhas de guerra, nas quais não afundou nenhuma embarcação aliada.
Foi afundado no dia 1 de março de 1944  por cargas de profundidade lançadas pelos USS Thomas, USS Bostwick e USS Bronstein, causando a morte de todos os 52 tripulantes.

## Comandantes
| Comandante            | Data                                         |
| --------------------- | -------------------------------------------- |
| Oblt. Karl-Otto Weber | 12 de agosto de 1942 - 2 de dezembro de 1943 |
| Oblt. Rudolf Ites     | 3 de dezembro de 1943 - 1 de março de 1944   |

## Subordinação
Durante o seu tempo de serviço, esteve subordinado às seguintes flotilhas:
| Período                                        | Flotilha                  |
| ---------------------------------------------- | ------------------------- |
| 12 de agosto de 1942 - 28 de fevereiro de 1943 | 5. Unterseebootsflottille |
| 1 de março de 1943 - 1 de março de 1944        | 9. Unterseebootsflottille |

## Operações conjuntas de ataque
O U-709 participou das seguinte operações de ataque combinado durante a sua carreira:
- Rudeltaktik Westmark (6 de março de 1943 - 11 de março de 1943)
- Rudeltaktik Amsel (22 de abril de 1943 - 3 de maio de 1943)
- Rudeltaktik Amsel 3 (3 de maio de 1943 - 6 de maio de 1943)
- Rudeltaktik Rhein (7 de maio de 1943 - 10 de maio de 1943)
- Rudeltaktik Elbe 1 (10 de maio de 1943 - 14 de maio de 1943)
- Rudeltaktik sem nome (11 de julho de 1943 - 29 de julho de 1943)
- Rudeltaktik Siegfried (22 de outubro de 1943 - 27 de outubro de 1943)
- Rudeltaktik Siegfried 3 (27 de outubro de 1943 - 30 de outubro de 1943)
- Rudeltaktik Jahn (30 de outubro de 1943 - 2 de novembro de 1943)
- Rudeltaktik Tirpitz 4 (2 de novembro de 1943 - 8 de novembro de 1943)
- Rudeltaktik Eisenhart 6 (9 de novembro de 1943 - 13 de novembro de 1943)
- Rudeltaktik Schill 2 (17 de novembro de 1943 - 22 de novembro de 1943)
- Rudeltaktik Igel 2 (3 de fevereiro de 1944 - 17 de fevereiro de 1944)
- Rudeltaktik Hai 1 (17 de fevereiro de 1944 - 22 de fevereiro de 1944)
- Rudeltaktik Preussen (22 de fevereiro de 1944 - 1 de março de 1944)

## Coordenadas
1. ↑  em posição 49° 10' N 26° O